# Hesperis balansae
Hesperis balansae är en korsblommig växtart som beskrevs av Eugène Pierre Nicolas Fournier. Hesperis balansae ingår i släktet hesperisar, och familjen korsblommiga växter.

## Underarter
Arten delas in i följande underarter:
- H. b. balansae
- H. b. scabrida